# Академический ансамбль песни и пляски войск национальной гвардии Российской Федерации
Академический ансамбль песни и пляски войск национальной гвардии Российской Федерации — один из крупнейших творческих художественных коллективов России, первый профессиональный коллектив Внутренних Войск.

## История
Ансамбль был основан в 3 июля 1973 года под руководством заслуженного работника культуры РСФСР подполковника ВВ МВД России Бориса Салмина и уже через три месяца после основания, ансамбль начал вести активную концертную деятельность.
В 1976 году творческий коллектив возглавил народный артист РСФСР подполковник ВВ МВД СССР Рафаил Вершинин.
С 1985 года руководителем ансамбля является народный артист РСФСР, профессор Московской консерватории, лауреат премии МВД России, генерал-майор внутренней службы Виктор Елисеев.
В 1993 году ансамблю присвоено звание «Академический».
В сентябре 1998 года решением Правительства Москвы за заслуги в области культуры и искусства и в честь 25-летия со дня основания, на Площади звёзд заложена именная плита ансамбля.
В 2005 г. Академический ансамбль песни и пляски внутренних войск МВД России стал обладателем гранта Президента Российской Федерации.
За время творческой деятельности коллективом подготовлено 39 концертных программ. Ансамблем дано более 8000 концертов, на которых присутствовало свыше 25 миллионов зрителей.
30 ведущим артистам коллектива были присвоены почётные звания Российской Федерации. 109 артистов ансамбля удостоены почётных званий республик Российской Федерации.
Среди тех, кто прошёл службу в ансамбле песни и пляски ВВ МВД России: заслуженный деятель искусств Российской Федерации композитор Юрий Мартынов, народный артист России, народный артист Украины, народный артист Северной Осетии, лауреат премии Президента Российской Федерации, профессор, певец, композитор и режиссёр Михаил Чуев, заслуженный артист Республики Северная Осетия-Алания Фалков Михаил Филиппович, киноактёр Антон Макарский.
В связи с реорганизацией ВВ МВД России официальное наименование с 2016 года — «Академический ансамбль песни и пляски войск национальной гвардии Российской Федерации».

## Состав

### Хор
В настоящее время хоровой цех насчитывает 70 человек: это военнослужащие — солдаты срочной службы и прапорщики, имеющие музыкальное образование, и служащие профессиональные вокалисты. Среди них заслуженные артисты России Михаил Беленко, Г. Баранов, Евгений Григорьев; заслуженные артисты РСО-Алания и Ингушетия Л. Дементьев, Ю. Касима, Александр Берлин; заслуженные артисты республики Ингушетия: В. Голубев, В. Корзеев, С. Самойлов, М. Новиков, А. Вдовенко и другие; С. Базылько (заслуженный артист республики Ингушетия и Чеченской республики).
Приток в хор молодых музыкантов активизирует и оживляет творческую атмосферу коллектива. В продолжение существовавшей ранее такой формы исполнительства, как квартет, а в дальнейшем — октет, под руководством заслуженного артиста Ингушетии А. Маслова вновь создан молодёжный вокальный октет.
Солисты ансамбля — заслуженный артист России, заслуженный артист республики Ингушетия, заслуженный работник культуры Агинского Бурятского автономного округа — В. Громов; заслуженный артист республик Ингушетия и Карачаево-Черкесия С. Титов; заслуженные работники культуры Агинского Бурятского автономного округа Р. Саможапов и Н. Цыденов; заслуженные артисты республики Ингушетия В. Гарнатко, А. Дмитриев, Н. Бурьяновский, А. Лукашевич.
Среди артистов хора есть и свои композиторы: заслуженный артист РСО-Алания Андрей Новожилов и В. Новиков.
Репертуар хора насчитывает более 1000 произведений и состоит из нескольких пластов. Самый объемный — это произведения для солистов, хора и оркестра, а также сочинения только для хора с сопровождением. В том числе музыка Л. Бетховена, К. Вебера, Ф. Шуберта, Дж. Россини, Дж. Верди, К. Орфа., П. Чеснокова, Д. Бортнянского, С. Рахманинова

### Оркестр
Оркестровая группа ансамбля состоит из 40 музыкантов. В оркестре ансамбля трудятся лауреаты всероссийских и международных конкурсов. По составу это малый симфонический оркестр. Репертуар оркестра включает в себя образцы русской и зарубежной классики, современные инструментальные и народные произведения, песни, танцы народов мира, солдатские пляски.

### Балет
Репертуар балета отражает не только старинные национальные танцевальные традиции разных народов, но и современные танцы. Вклад в ансамбль внесли балетмейстеры страны: Михаил Годенко, А. Сафронов, В. Копылов, В. Михайлов, М. Крутиков, Б. Лехт, Ю. Герасимов и др.

### Детский ансамбль
Детский коллектив создан при Академическом ансамбле песни и пляски внутренних войск МВД России в марте 2000 года. Сейчас его состав насчитывает около 250 детей. Среди них дети военнослужащих внутренних войск МВД России, МВД и других силовых структур, просто юные таланты. За двенадцать лет детский Ансамбль дал более 300 концертов, которые посетило более 1 миллиона зрителей.

## Концертная деятельность
Академический ансамбль песни и пляски внутренних войск МВД России принимает активное участие во многих культурных событиях, проводимых правительством Российской Федерации, мэрией г. Москвы, в том числе гала-концертах, посвященных инаугурации Президента Российской Федерации, празднованию 850-летия г. Москвы, открытию Храма Христа Спасителя. Ансамбль — неизменный участник самых ответственных выступлений на главных сценах страны в рамках фестивалей и культурных программ: Московской Олимпиады — 1980 г., Всемирного фестиваля молодёжи и студентов в Москве — 1985 г., ежегодных торжествах. Проведена большая работа по организации благотворительных концертных туров посвященных праздникам Победы в ВОВ: «Дорогами победы», «Эшелон победы», «Москва — Городам-героям» прошедшие в городах: Тула, Орел, Старый-Оскол, Курск, Белгород, Самара, Казань, Новороссийск, Краснодар, Владикавказ, Беслан, Ростов-на-Дону, Волгоград, Иваново, Минск, Брест, Смоленск, Донецк, С.-Петербург, Мурманск, Киев, Керчь, Севастополь, Симферополь. Финальные концерты туров состоялись в Храме Христа Спасителя, и мемориальном комплексе «Поклонная гора».
С 1987 года Ансамбль постоянно выезжал в горячие точки страны, а позднее в район выполнения внутренними войсками боевых задач на территории Чеченской республики, где было дано более 150 концертов.
Ансамбль неоднократно представлял российское национальное искусство за рубежом. В 1988 году коллектив был удостоен чести быть принятым в Ватикане главой Римской католической церкви Иоанном Павлом II, где после выступления Иоанн Павел II лично пожал руку всем солистам.

## Конфликт с Ансамблем Александрова
Ансамбль песни и пляски ВВ МВД под управлением В. П. Елисеева добавил[когда?] к своему названию словосочетание Красной Армии (The Red Army Choir MVD Academic Ensemble или Academical Ensemble IF MIA RF Red Army). Всемирно известный Ансамбль Александрова, известный на Западе как The Alexandrov Red Army Choir или The Alexandrov Red Army Ensemble, обвинил его в преднамеренном введении в заблуждение западных зрителей. В 2011 году Ансамбль Александрова опубликовал видеообращение «Скандал вокруг ансамбля МВД», в котором выразил возмущение действиями Ансамбля ВВ МВД.
В 2015 году ансамбль выпустил альбом кавер-версий песен Джо Дассена под названием «Joe Dassin chante avec Les Choeurs de L’Armée Rouge» (рус. Джо Дассен поёт с хором Красной Армии), записанный с использованием оригинальных фонограмм легендарного французского певца. В записи участвовал его сын Жульен (фр. Julien Dassin).

## Признание
В декабре 2023 года Почта России выпустила марку, посвященную 50-летию коллектива.

## Награды
- Орден «За заслуги в культуре и искусстве» (сентябрь 2023) — за большой вклад в сохранение и популяризацию российской культуры, заслуги в установлении и поддержании международных и культурных связей[9]